# Nữ hoàng lớp học (phim truyền hình 2013)
Nữ hoàng lớp học (tiếng Hàn: 여왕의 교실; Romaja: Yeowangui Kyosil) là một bộ phim truyền hình Hàn Quốc 2013 với sự tham gia của diễn viên Go Hyun-jung. Bộ phim này được làm lại từ phim truyền hình Nhật Bản cùng tên (女王の教室 Jyoou no Kyoushitsu) từng chiếu trên NTV năm 2005,
Bộ phim công chiếu đầu tiên trên MBC từ 12 tháng 6 đến 1 tháng 8 năm 2013 vào mỗi thứ 4&5 lúc 21:55 gồm 16 tập.
Tại Việt Nam, phim từng được TVM Corp. mua bản quyền và phát sóng trên kênh HTV3.

## Nội dung
Bộ phim này xoay quanh Ma Yeo-jin, một giáo viên nghiêm khắc, lạnh lùng, có phương pháp giáo dục khác biệt đã chiến đấu với một lớp học trong một năm. Với phương pháp giáo dục khiến cho học sinh khó thích nghi như thế này, liệu cô có thể "thu phục" học sinh của mình không ? Vai diễn chính trong bộ phim "Nữ hoàng lớp học" này mà người có khả năng đảm nhận chính là diễn viên nổi tiếng Go Hyun-jung.

## Phân vai

### Giáo viên trường
- Go Hyun-jung vai Ma Yeo-jin (lồng tiếng Việt: Huỳnh An)
- Yoon Yeo-jeong vai Yong Hyun-ja (lồng tiếng Việt: Kiều Oanh)
- Lee Ki-young vai Song Young-man (lồng tiếng Việt: Chơn Nhơn)
- Jung Suk-young vai Goo Ja-song (lồng tiếng Việt: Trần Vũ)
- Choi Yoon-young vai Yang Min-hee (lồng tiếng Việt: Ái Phương)
- Jin Kyung vai Jung Hwa-shin (lồng tiếng Việt: Hoài Thương)
- Ricky Kim vai Justin (lồng tiếng Việt: Hoàng Sơn)

### Học sinh lớp 6-3
- Kim Hyang-gi vai Shim Ha-na (lồng tiếng Việt: Thu Hiền)
- Kim Sae-ron vai Kim Seo-hyun (lồng tiếng Việt: Thúy Hằng)
- Chun Bo-geun vai Oh Dong-goo (lồng tiếng Việt: Huyền Chi)
- Lee Young-yoo vai Go Na-ri (lồng tiếng Việt: Tuyết Nhung)
- Seo Shin-ae vai Eun Bo-mi (lồng tiếng Việt: Ngọc Châu)
- Choo Ye-jin vai Han Sun-young (lồng tiếng Việt: Thanh Lộc)
- Jung Ji-in vai Sun Hwa-jung (lồng tiếng Việt: Kim Ngọc)
- Jeon Park Yi-jin vai Yoon Ji-min (lồng tiếng Việt: Thu Huyền)
- Byun Seung-mi vai Hwang Soo-jin (lồng tiếng Việt: Ngọc Quyên)
- Kim Jung-yeon vai Lee Da-in (lồng tiếng Việt: Kiều Oanh)
- Kim Ji-hoon vai Kim Tae-sung (lồng tiếng Việt: Huyền Trang)
- Kang Ji-won vai Choi Bit-na (lồng tiếng Việt: Mỹ Lợi)
- Lee Ji-oh vai Cha Jung-soo (lồng tiếng Việt: Hoàng Khuyết)
- Yang Hye-kyung vai Kim Ga-eul (lồng tiếng Việt: Kim Anh)
- Son Sung-joon vai Han Gook (lồng tiếng Việt: Chánh Tín)
- Kang Chan-Hee vai Kim Do-jin (lồng tiếng Việt: Hoàng Khuyết / Hoàng Sơn)
- Shin Yi-joon vai Pi Eun-soo (lồng tiếng Việt: Xuân Trang)
- Im Je-noh vai Jung Sang-taek (lồng tiếng Việt: Hoàng Khuyết)
- Park Woo-rim vai Kwon Hyuk-pil (lồng tiếng Việt: Tuấn Anh)
- Ryu Eui-hyun vai Jo Yeon-hoo  (lồng tiếng Việt: Nhất Duy)
- Kim Sang-woo vai Park Kyung-hyun (lồng tiếng Việt: Tiến Đạt)
- Yoon Hye-sung vai Yoo Seok-hwan (lồng tiếng Việt: Minh Vũ)
- Kang Hyun-wook vai Son In-bo (lồng tiếng Việt: Linh Phương)

- Kim Ji-sung vai Kang Min Jae (lồng tiếng Việt: Lệ Thu)
- Huyn Suk Joon vai Lee Dong Jin (lồng tiếng Việt: Quang Tuyên)

### Hội phụ huynh học sinh
- Byun Jung-soo vai mẹ của Na-ri (lồng tiếng Việt: Quỳnh Giao)
- Lee Ah-hyun vai mẹ của Ha-na (lồng tiếng Việt: Thanh Hồng)
- Kim Young-pil vai ba của Ha-na (lồng tiếng Việt: Quốc Tín)

## Nhạc phim
| Single                        | Phát hành           | Vị trí bảng xếp hạng | Nghệ sĩ                 |
| Single                        | Phát hành           | KOR                  | Nghệ sĩ                 |
| ----------------------------- | ------------------- | -------------------- | ----------------------- |
| OST Part 1: "The 2nd Drawer"  | 13 tháng 6 năm 2013 | 107                  | Sunny                   |
| OST Part 2: "Green Rain"      | 28 tháng 6 năm 2013 | 44                   | SHINee                  |
| OST Part 3: "I Will Be Yours" | 11 tháng 7 năm 2013 | —                    | Inger Marie             |
| OST Part 4: "Maybe Tomorrow"  | 26 tháng 7 năm 2013 | 102                  | Ryeowook (Super Junior) |

| Thông tin Album | Danh sách Track |
| --- | --- |
| Nữ hoàng lớp học OST - Phát hành: 19 tháng 8 năm 2013 - Tên nhãn: SM Entertainment, Riwei Media Com Networks, KMP Holdings | Tracklisting 1. Green Rain (초록비) - SHINee 2. The 2nd Drawer (두번째 서랍) - Sunny 3. Maybe Tomorrow - Ryeowook 4. I Will Be Yours - Inger Marie 5. Amore Mio (Vocal Ver.) - Shin Della 6. Queen's Sonatina (Original Ver.) -nhiều nghệ sĩ 7. Queen's Sonatina (Slow Ver.) - nhiều nghệ sĩ 8. The 2nd Drawer (두 번째 서랍) (Orchestra Ver.) -nhiều nghệ sĩ 9. Slow Emotion - nhiều nghệ sĩ 10. Euphoria - nhiều nghệ sĩ 11. Bloomy Sunday - nhiều nghệ sĩ 12. Queen's Eyes - nhiều nghệ sĩ 13. Classroom - nhiều nghệ sĩ 14. Raindrop - nhiều nghệ sĩ 15. Stormy Passions - nhiều nghệ sĩ 16. Ineffabilis - nhiều nghệ sĩ 17. Silhouette - nhiều nghệ sĩ 18. The Classroom Fear - nhiều nghệ sĩ 19. The 2nd Drawer (두 번째 서랍) (Medium Ver.) - nhiều nghệ sĩ 20. Wit Theme - nhiều nghệ sĩ 21. Amore Mio - nhiều nghệ sĩ |

## Tỷ lệ người xem
Trong bảng dưới đây, số màu xanh biểu thị cho tỷ lệ người xem thấp nhất và số màu đỏ biểu thị cho tỷ lệ người xem cao nhất:
| Tập        | Ngày phát sóng      | Trung bình khán giả xem | Trung bình khán giả xem | Trung bình khán giả xem | Trung bình khán giả xem |
| Tập        | Ngày phát sóng      | TNmS Ratings            | TNmS Ratings            | AGB Nielsen             | AGB Nielsen             |
| Tập        | Ngày phát sóng      | Toàn quốc               | Khu vực thủ đô Seoul    | Toàn quốc               | Khu vực thủ đô Seoul    |
| ---------- | ------------------- | ----------------------- | ----------------------- | ----------------------- | ----------------------- |
| 1          | 12 tháng 6 năm 2013 | 6.7%                    | 7.5%                    | 6.6%                    | 7.6%                    |
| 2          | 13 tháng 6 năm 2013 | 8.2%                    | 9.2%                    | 7.8%                    | 9.2%                    |
| 3          | 19 tháng 6 năm 2013 | 9.3%                    | 10.9%                   | 7.9%                    | 9.2%                    |
| 4          | 20 tháng 6 năm 2013 | 8.3%                    | 10.3%                   | 7.9%                    | 9.2%                    |
| 5          | 26 tháng 6 năm 2013 | 7.9%                    | 10.2%                   | 7.0%                    | 8.2%                    |
| 6          | 27 tháng 6 năm 2013 | 7.5%                    | 9.1%                    | 8.2%                    | 9.6%                    |
| 7          | 3 tháng 7 năm 2013  | 8.3%                    | 9.9%                    | 9.0%                    | 10.1%                   |
| 8          | 4 tháng 7 năm 2013  | 9.4%                    | 11.2%                   | 9.5%                    | 10.9%                   |
| 9          | 10 tháng 7 năm 2013 | 7.1%                    | 8.7%                    | 7.5%                    | 8.4%                    |
| 10         | 11 tháng 7 năm 2013 | 8.3%                    | 10.1%                   | 8.9%                    | 10.7%                   |
| 11         | 17 tháng 7 năm 2013 | 7.1%                    | 8.7%                    | 7.5%                    | 8.9%                    |
| 12         | 18 tháng 7 năm 2013 | 8.5%                    | 10.1%                   | 8.6%                    | 9.3%                    |
| 13         | 24 tháng 7 năm 2013 | 7.5%                    | 9.7%                    | 7.2%                    | 7.9%                    |
| 14         | 25 tháng 7 năm 2013 | 7.6%                    | 9.3%                    | 7.3%                    | 8.0%                    |
| 15         | 31 tháng 7 năm 2013 | 8.1%                    | 9.7%                    | 8.0%                    | 8.9%                    |
| 16         | 1 tháng 8 năm 2013  | 8.8%                    | 10.2%                   | 8.2%                    | 9.2%                    |
| Trung bình | Trung bình          | 8.0%                    | 9.7%                    | 7.9%                    | 9.1%                    |

## Giải thưởng và đề cử
| Năm  | Giải                 | Thể loại                                      | Người nhận                                                      | Kết quả   |
| ---- | -------------------- | --------------------------------------------- | --------------------------------------------------------------- | --------- |
| 2013 | Korea Drama Awards   | Best Child Actor/Actress                      | Kim Hyang-gi                                                    | Đề cử     |
| 2013 | Korea Drama Awards   | Best Child Actor/Actress                      | Kim Sae-ron                                                     | Đề cử     |
| 2013 | Korea Drama Awards   | Grand Prize (Daesang)                         | Go Hyun-jung                                                    | Đề cử     |
| 2013 | APAN Star Awards     | Best Child Actor                              | Chun Bo-geun                                                    | Đoạt giải |
| 2013 | APAN Star Awards     | Best Child Actress                            | Kim Hyang-gi                                                    | Đoạt giải |
| 2013 | MBC Drama Awards     | Best Child Actor/Actress                      | Kim Hyang-gi Kim Sae-ron Seo Shin-ae Chun Bo-geun Lee Young-yoo | Đoạt giải |
| 2013 | MBC Drama Awards     | Top Excellence Award, Actress in a Miniseries | Go Hyun-jung                                                    | Đề cử     |
| 2014 | Baeksang Arts Awards | Most Popular Actress (TV)                     | Go Hyun-jung                                                    | Đề cử     |